# 飛毛駒
飛毛駒，是日本純種競賽馬匹。生涯主要出戰中距離賽事，曾勝出2010年青葉賞，並於同年的秋季天皇賞取得亞軍。同時，其於2015年札幌日經公開賽取得時隔5年3個月8日的勝利，打破當時日本國內最長時間間隔記錄。

## 出賽前
2007年3月20日出生於北海道千歲市社台牧場，成長途中於拍賣會上被馬主山本英俊以1億500萬日圓的高價購入，其後交由美浦訓練中心練馬師藤澤和雄訓練。

## 競賽生涯

### 2歲
2009年11月29日出戰東京競馬場2歲新馬戰，比賽初段進佔先頭位置下於通過彎道時稍微放慢墮後，進入直路後重新加速衝出，最終以1 3/4馬位優勢贏得首戰。

### 3歲
2010年首戰為3歲500萬以下條件戰，本次比賽維持於中團第七左右的位置，於直路上逐步加速衝刺，最終稍微帶離對手下以1/2馬位取得勝利。
其後出戰公開賽若葉錦標，由於主戰騎師橫山典弘需要前往中山競馬場策騎法國酒城出戰百花盃，因而由安藤勝己代打。比賽開始後，其於後方位置等待時機，於通過第三彎道時開始上前，在第四彎道經已進佔好位。進入直路後，其迅速於中檔位置展開加速，並和一同透出的萬千寵愛爭奪先頭位置，最終壓制對手下取得三連勝。
贏得若葉錦標後，原定出戰經典三冠首關皋月賞，但主戰騎師橫山認為中山競馬場的短直路不適合飛毛駒發揮並向陣營建議後，決定避戰皋月賞並改為出戰青葉賞。
5月1日按照計劃出戰青葉賞，比賽初段繼續留守於中團位置逐步推進，在通過第三、四彎道時抽出外檔取位望空。進入直路後，其於外檔位置以不俗的反應展開衝刺，爆發出全長最佳末腳下不斷迫近前方賽駒，最終取得領先之餘更拉開第二的邁向輝煌4馬位，以四連勝的姿態取得首個分級賽冠軍。
5月30日出戰東京優駿（日本打吡），然而比賽初段因漏閘而需要採取後上戰術，於第三彎道時嘗試發力上前進佔中團位置，但於直路上仍然未能扭轉局勢，最終以第六落敗。
進入秋季後，其放棄菊花賞的路線選擇出戰每日王冠，並且由於橫山受傷的緣故，再度換回若駒錦標時的騎師安藤策騎。比賽開始後，其再度受到漏閘的影響而採取後上的戰術，縱然於直路跑出全場最快末腳，但仍然未能挽回劣勢以第五落敗。
其後出戰秋季天皇賞，其於出閘時第三度漏閘，因而繼續採取留後的戰術等待時機，於比賽途中一直處於最後方的位置。進入直路後，其於外檔位置逐步殺上並展開衝刺，於最後200米左右的位置展現出優秀的加速力超越大部份賽駒，最終僅敗於前方一早透出的迷人景致取得亞軍。
完成秋季天皇賞後繼續出戰日本盃，但於入閘前經已出現躁動的情形，比賽開始後再度漏閘落於後方，最終於直路上奮力追趕下跑獲一直第五。
年末以有馬紀念作為目標，本次比賽於訓練過後終於克服漏閘的情況，並順利搶佔先頭的位置，於約莫第四、五左右逐步推進。進入直路後，其嘗試繼續加速維持走勢，雖然最終稍為力弱，但仍然僅敗於比薩勝駒、迷人景致及邁向輝煌取得第四。

### 4歲
4月2日出戰因受到東日本大震災影響而移師阪神競馬場舉行的日經賞，比賽初段維持於中團左右逐步向前，雖然於進入直路後不斷猛烈追擊，但仍然未能壓制前方的邁向輝煌，最終以2 1/2馬位差距落敗。
其後出戰春季天皇賞，維持於有利位置下於直路因為距離適性問題開始力弱，最終失速下以第八落敗。
春季天皇賞後，其選擇避戰寶塚紀念並進入休養，為秋季的賽事作準備。
進入秋季後，其跳過前哨戰直接出戰秋季天皇賞，比賽初段其一直位置於中後方的位置，於最後彎道抽出最外檔位置準備加速。進入直路後，其再度展現出優秀的反應和加速力，可惜未能於纏鬥中壓制東瀛佐敦及夜之影，以第三的戰績完賽。
其後以日本盃作為目標，然而本次比賽於直路上未能展現出任何優秀的走勢，最終以包尾第十六大敗。
年末原定出戰有馬紀念，但於12月22日的快跳後出現問題，並在23日檢查過後發現左前腳出現挫傷，因而取消出戰有馬紀念並進入休養。

### 5歲
2012年首戰為1月28日的白富士錦標，本次比賽其再度採用後上戰術，於最後直路在中檔位置進行突破，但最終仍然未能超越前方的Young at Heart下以第二落敗。
稍為休養後縮程出戰安田紀念，比賽途中維持於中團附近的位置，然而於直路上再度毫無衝勁，最終以包尾第十八大敗。
其後進入休養，未有出戰任何賽事。

### 6歲
2013年原定繼續以白富士錦標作為首戰，但返回馬房後被發現患有喘鳴症，因而避戰並進行手術。
休養兩個月後進行第二次手術，並繼續處於休養狀態，最終未有於半年出戰任何一場賽事。

### 7歲
2014年2月復出出戰白富士錦標，為其時隔2年的出賽，但最終以第十二落敗。
其後於年間的賽績並不理想，所有賽事均未能跑入頭五之內，最佳戰績為於每日王冠取得第九。

### 8歲
2015年以中山金盃作為首戰，僅跑獲第十的戰績，4星期後出戰白富士錦標亦未能取勝。
進入夏季後，其先於三級賽葉森盃中跑獲第六，其後轉戰公開賽巴賞中再度以第六完賽。
8月8日，其選擇出戰札幌日經公開賽，比賽初段其跟隨玉藻至尊保持於第二的位置，但於進入第二圈後在中段開始壓迫並取代對手領先。進入直路後，其繼續維持此走勢逐步加速，最終成功以破紀錄的2分38.7秒時間取得勝利，為其時隔5年3個月8日的優勝，此時間間隔亦打破Admire Senna 5年2個月16日的紀錄。
秋季，其繼續於中距離賽事挑戰，但於秋季天皇賞及日本盃中表現不佳，分別取得第七及第十七。

### 9歲
2016年其仍然現役，於2月20日出戰首戰鑽石錦標，但於比賽途中未能維持走勢力盡，最終以第十六大敗。
賽後其未有繼續出戰賽事，但於7月1日才正式退役並取消日本中央競馬會的賽駒註冊。

### 詳細賽績
| 日期       | 舉辦國家 | 馬場 | 距離   | 級別 | 賽事名稱         | 負重 | 騎師     | 馬號 | 出馬 | 名次 | 時間   | 頭馬（二馬）     |
| ---------- | -------- | ---- | ------ | ---- | ---------------- | ---- | -------- | ---- | ---- | ---- | ------ | ---------------- |
| 29/11/2009 | 日本     | 東京 | 草2000 |      | 2歲新馬          | 55   | 横山典弘 | 3    | 12   | 1    | 2:05.5 | （Indianapolis） |
| 13/2/2010  | 日本     | 東京 | 草2000 |      | 3歲500萬獎金以下 | 56   | 横山典弘 | 3    | 13   | 1    | 2:03.4 | （Blue Glass）   |
| 20/3/2010  | 日本     | 阪神 | 草2000 | OP   | 若葉錦標         | 56   | 安藤勝己 | 4    | 10   | 1    | 1:59.9 | （萬千寵愛）     |
| 1/5/2010   | 日本     | 東京 | 草2400 | GII  | 青葉賞           | 56   | 横山典弘 | 2    | 18   | 1    | 2:24.3 | （邁向輝煌）     |
| 30/5/2010  | 日本     | 東京 | 草2400 | GI   | 東京優駿         | 57   | 横山典弘 | 9    | 17   | 6    | 2:27.4 | 榮進閃耀         |
| 10/10/2010 | 日本     | 東京 | 草1800 | GII  | 每日王冠         | 56   | 安藤勝己 | 2    | 10   | 5    | 1:46.9 | Aliseo           |
| 31/10/2010 | 日本     | 東京 | 草2000 | GI   | 秋季天皇賞       | 56   | 安藤勝己 | 7    | 18   | 2    | 1:58.5 | 迷人景致         |
| 28/11/2010 | 日本     | 東京 | 草2400 | GI   | 日本盃           | 55   | 安藤勝己 | 7    | 18   | 5    | 2:25.3 | 玫瑰帝國         |
| 26/12/2010 | 日本     | 中山 | 草2500 | GI   | 有馬紀念         | 55   | 安藤勝己 | 14   | 15   | 4    | 2:32.7 | 比薩勝駒         |
| 2/4/2011   | 日本     | 阪神 | 草2400 | GII  | 日經賞           | 58   | 横山典弘 | 5    | 10   | 2    | 2:25.8 | 邁向輝煌         |
| 1/5/2011   | 日本     | 京都 | 草3200 | GI   | 春季天皇賞       | 58   | 横山典弘 | 6    | 18   | 8    | 3:21.5 | 萬千寵愛         |
| 30/10/2011 | 日本     | 東京 | 草2000 | GI   | 秋季天皇賞       | 58   | 横山典弘 | 8    | 18   | 3    | 1:56.3 | 東瀛佐敦         |
| 27/11/2011 | 日本     | 東京 | 草2400 | GI   | 日本盃           | 57   | 横山典弘 | 7    | 16   | 16   | 2:26.7 | 迷人景致         |
| 25/12/2011 | 日本     | 中山 | 草2500 | GI   | 有馬紀念         | 57   | 安藤勝己 | 4    | 13   | 退賽 | 退賽   | 黃金巨匠         |
| 28/1/2012  | 日本     | 東京 | 草2000 | OP   | 白富士錦標       | 57   | 安藤勝己 | 10   | 14   | 2    | 1:59.7 | Young at Heart   |
| 3/6/2012   | 日本     | 東京 | 草1600 | GI   | 安田紀念         | 58   | 安藤勝己 | 18   | 18   | 18   | 1:33.3 | 強勁回報         |
| 1/2/2014   | 日本     | 東京 | 草2000 | OP   | 白富士錦標       | 57   | 北村宏司 | 13   | 14   | 12   | 2:00.8 | Air Saumur       |
| 15/6/2014  | 日本     | 東京 | 草1800 | GIII | 葉森盃           | 56   | 北村宏司 | 11   | 17   | 15   | 1:47.3 | 解密精英         |
| 12/10/2014 | 日本     | 東京 | 草1800 | GII  | 每日王冠         | 56   | 戶崎圭太 | 7    | 15   | 9    | 1:45.7 | Air Saumur       |
| 2/11/2014  | 日本     | 東京 | 草2000 | GI   | 秋季天皇賞       | 58   | 柴田善臣 | 10   | 18   | 16   | 2:00.5 | 史匹堡           |
| 6/12/2014  | 日本     | 中京 | 草2000 | GII  | 金鯱賞           | 56   | 戴崇謀   | 14   | 17   | 10   | 1:59.9 | 最後震撼         |
| 4/1/2015   | 日本     | 中山 | 草2000 | GIII | 中山金盃         | 56   | 貝諾華   | 11   | 17   | 10   | 1:59.0 | 朗日清天         |
| 31/1/2015  | 日本     | 東京 | 草2000 | OP   | 白富士錦標       | 58   | 柴山雄一 | 14   | 14   | 6    | 2:01.5 | 東循環線         |
| 14/6/2015  | 日本     | 東京 | 草1800 | GIII | 葉森盃           | 56   | 內田博幸 | 7    | 13   | 6    | 1:46.0 | 榮進之光         |
| 5/7/2015   | 日本     | 函館 | 草1800 | OP   | 巴賞             | 58   | 四位洋文 | 7    | 8    | 6    | 1:47.5 | 米蘭             |
| 8/8/2015   | 日本     | 札幌 | 草2600 | OP   | 札幌日經公開賽   | 58   | 李慕華   | 4    | 11   | 1    | 2:38.7 | （玉藻至尊）     |
| 1/11/2015  | 日本     | 東京 | 草2000 | GI   | 秋季天皇賞       | 58   | 柴山雄一 | 10   | 18   | 7    | 1:58.9 | 朗日清天         |
| 29/11/2015 | 日本     | 東京 | 草2400 | GI   | 日本盃           | 57   | 李慕華   | 5    | 18   | 17   | 2:26.1 | 湘南魔瓶         |
| 20/2/2016  | 日本     | 東京 | 草3400 | GIII | 鑽石錦標         | 56   | 霍朗賢   | 14   | 16   | 16   | 3:46.6 | Twinkle          |

## 退役後
退役後，飛毛駒成為了配種馬，於北海道新日高町Arrow Stud休養，在2017年進行配種。首匹子嗣於2018年出生。首批子嗣可於2020年出賽。
2020年配種季結束後，其由配種馬退役，於北海道札幌市清田區Momose馬術牧場休養，作為乘騎馬使用。

## 血統簡介
父系荒漠英雄爲日本賽駒，生涯戰績優秀，曾於2004年奪得秋季古馬三冠。祖父週日寧靜是美國三冠賽雙軍馬，退役後在日本配種，在日本馬壇相當成功，贏得多項分級賽事，其子嗣贏得巨額獎金。
母系Argentine Star為阿根廷生產的日本賽駒，生涯僅勝出一場未勝利戰後就退役。外祖父Candy Stripes為美國生產的法國賽駒，生涯戰績不俗，曾於法國二千堅尼取得亞軍。

### 血統表
| 父線：週日寧靜系（Halo系）             |                              |                |                 |
| 種馬 荒漠英雄 2000年（深棗色）         | 週日寧靜 1986年（棕色）      | Halo           | Hail to Reason  |
| 種馬 荒漠英雄 2000年（深棗色）         | 週日寧靜 1986年（棕色）      | Halo           | Cosmah          |
| 種馬 荒漠英雄 2000年（深棗色）         | 週日寧靜 1986年（棕色）      | Wishing Well   | Understanding   |
| 種馬 荒漠英雄 2000年（深棗色）         | 週日寧靜 1986年（棕色）      | Wishing Well   | Mountain Flower |
| 種馬 荒漠英雄 2000年（深棗色）         | Roamin Rachel 1990年（棗色） | Mining         | 淘金者          |
| 種馬 荒漠英雄 2000年（深棗色）         | Roamin Rachel 1990年（棗色） | Mining         | I Pass          |
| 種馬 荒漠英雄 2000年（深棗色）         | Roamin Rachel 1990年（棗色） | One Smart Lady | Clever Trick    |
| 種馬 荒漠英雄 2000年（深棗色）         | Roamin Rachel 1990年（棗色） | One Smart Lady | Pia's Lady      |
| 繁殖雌馬 Argentine Star 1996年（栗色） | Candy Stripes 1982年（栗色） | 害羞新郎       | Red God         |
| 繁殖雌馬 Argentine Star 1996年（栗色） | Candy Stripes 1982年（栗色） | 害羞新郎       | Runaway Bride   |
| 繁殖雌馬 Argentine Star 1996年（栗色） | Candy Stripes 1982年（栗色） | Bubble Company | 利法爾          |
| 繁殖雌馬 Argentine Star 1996年（栗色） | Candy Stripes 1982年（栗色） | Bubble Company | Prodice         |
| 繁殖雌馬 Argentine Star 1996年（栗色） | Diferente 1984年（栗色）     | Propicio       | Dorileo         |
| 繁殖雌馬 Argentine Star 1996年（栗色） | Diferente 1984年（栗色）     | Propicio       | Prontisima      |
| 繁殖雌馬 Argentine Star 1996年（栗色） | Diferente 1984年（栗色）     | Derepente      | Samos           |
| 繁殖雌馬 Argentine Star 1996年（栗色） | Diferente 1984年（栗色）     | Derepente      | Desalmada       |
| 雌系：號族：6-a                        |                              |                |                 |
| 五代內近親交配：無                     |                              |                |                 |

## 命名由來
名字Pelusa（ペルーサ）出自阿根廷傳奇球星的外號，聯想自母系Argentine Star的名字，而此字於西班牙語中，亦帶有毛絨絨之意思，香港則因此，翻譯為「飛毛駒」。

## 外部連結
- 飛毛駒 netkeiba.com （页面存档备份，存于）
- 血統簡介